# 弗兰切斯卡·孔蒂
弗兰切斯卡·孔蒂（義大利語：Francesca Conti，1972年5月21日—），意大利女子水球运动员。她曾代表意大利国家队参加2004年夏季奥林匹克运动会水球比赛，结果获得一枚金牌。